# Исикава (уезд, Фукусима)
Исикава (яп. 石川郡 Исикава-гун) уезд расположен в префектуре Фукусима, Япония.

Расположение уезда Дате в префектуре Фукусима.

По оценкам на 1 апреля 2017 года, население составляет 39,858 человек, площадь 454.52 км ², плотность 87.3 человек / км ². 

## Посёлки и сёла
- Асакава
- Фурудоно
- Исикава
- Хирата
- Тамакава